# Luis Fernández (aktor)
Luis Eduardo Fernández Oliva (ur. 14 marca 1973 w Caracas) – wenezuelski aktor, pisarz, producent, reżyser i architekt. Wystąpił licznych produkcjach w telewizji latynoamerykańskiej, w tym w telenowelach – Calypso (1999)  i Gorzkie dziedzictwo (1997–1998). Opublikował kilka książek, w tym serię Sexo Sentido (Zmysł seksu), która stała się bestsellerami w jego rodzinnej Wenezueli. 

## Życiorys
Urodził się w Caracas w Wenezueli. W wieku 17 lat rozpoczął studia architektoniczne na Universidad Simón Bolívar, a następnie ukończył studia na Harvardzie w Graduate School of Design. Występował ze studencką grupą Theja. Pomimo uzyskania tytułu architekta, zdecydował się na aktorstwo.
Rozpoczął karierę artystyczną na scenie w przedstawieniach: Godzina wilka Ingmara Bergmana (1991), Cyrano de Bergerac (1991), Książę Niezłomny Pedra Calderóna de la Barki (1992), El Pez que Fuma (1994) i Don Juan Tenorio José Zorrilli (1998) w Los Angeles. W latach 2006–2012 odbył tournée po Wenezueli z monodramem To nie ty, to ja (No eres tú, soy yo). Swoje umiejętności reżyserskie rozwijał na scenie, a jako reżyser zadebiutował w filmie krótkometrażowym Blue Sky (2008) wyprodukowanym w nowojorskiej Akademii Filmowej, który został wybrany do oficjalnego konkursu na kilku międzynarodowych festiwalach filmowych.

## Życie prywatne
W 1994 ożenił się z Mimí Lazo.

## Wybrana filmografia
- 1997–1998: Gorzkie dziedzictwo jako Orinoco Fuego
- 1999: Calypso jako Simón Vargas / El Náufrago Pérez
- 1999: Tajemnicza kobieta jako Gustavo Landaeta
- 2017–2018: Dynastia jako Alejandro Silva